# 瓦尔登施泰因
瓦尔登施泰因是奥地利下奥地利州格明德县的一个市镇。总面积22.73平方公里，总人口1215人，人口密度53.5人/平方公里（2005年）。